# Vladimir Stasov

Portret van Vladimir Stasov (1883) door Ilja Repin

Vladimir Vasiljevitsj Stasov (Russisch: Владимир Васильевич Стасов) (Sint-Petersburg, 14 januari 1824 - aldaar, 23 oktober 1906) was een Russische kunstcriticus, recensent en journalist. Hij was de zoon van de architect Vasili Stasov (1769–1848), die bouwde volgens de neoclassicistische architectuur.

## biografie
Stasov studeerde af in de rechten aan de School voor Jurisprudentie in 1843, vervolgens werkte hij in de Senaat en op het Ministerie van Justitie. In 1851 werd hij secretaris, art consultant en bibliothecaris van Anatolii Demidov, Prins van San Donato, voor wie hij in Rome en Florence werkte tot 1854. In 1856 vond hij werk bij de kunstafdeling van de Keizerlijke Openbare Bibliotheek in Sint-Petersburg. In 1859 werd hij toegelaten tot de Russische Academie voor de Kunsten in Sint-Petersburg, ofwel de Keizerlijke Academie der Schone Kunsten.  In 1872 werd hij bibliothecaris van het kunstdepartement van de bibliotheek in Sint-Petersburg, een afdeling van de Keizerlijke Academie der Schone Kunsten en wendde hij zijn invloed aan om zijn nationalistische ideeën uit te dragen en te strijden tegen de heersende academische opvattingen. In 1900 werd Stasov, tezamen met zijn vriend Lev Tolstoj, benoemd tot erelid van de Russische Academie van Wetenschappen. Hij stierf in 1906 en is begraven op de Tichvin-begraafplaats bij het Alexander Nevski-klooster.

## muziek en kunst
Stasov was een muziekhistoricus. Hij zag als zijn taak in het leven: het hervormen en op een hoger plan brengen van Russische kunst in al zijn vormen. Literatuur, muziek en beeldende kunst werden in het Rusland van de 19e eeuw beschouwd als integraal onderdeel van de maatschappij en kon worden gebruikt als wapen in de sociale hervorming en tegen de sociale onrechtvaardigheid.
Zijn kritische schrijven over muziek, kunst en literatuur voorzag in de belangen en behoeften van een breed publiek. Hierdoor slaagde hij er in zowel een groot lezerspubliek te verkrijgen als een reputatie als de belangrijkste cultuurcriticus van de tweede helft van de 19e eeuw.
Vanaf 1847 publiceerde Stasov in meer dan vijftig Russische en buitenlandse tijdschriften meer dan zeven honderd artikelen over muziek, kunst, literatuur en andere culturele activiteiten en schreef diverse boeken. Hij was een fervent voorstander van de nationalistische beweging in de Russische kunst en van de introductie van een nieuwe nationalistische tijdgeest. 
Hij was goede vriend van, en correspondeerde met, vele Russische kunstenaars, zoals Modest Moessorgski, Ilja Repin, Anton Rubinstein, Lev Tolstoj  en Pjotr Iljitsj Tsjaikovski.
Hij ondersteunde in de muziek o.a. Michail Glinka die in zijn ogen de herrijzenis van de Russische ziel in de muziek symboliseerde. Maar ook het groepje machtige Russische componisten, de groep van vijf, die hij voor het eerst in een artikel in 1867 noemt bij de naam Het Machtige Hoopje.
Stasov voorzag, lang vóór anderen, mogelijkheden en betekenis van nieuwe bewegingen, zoals bij De Trekkers. In 1871 bezocht hij dan ook hun eerste tentoonstelling, in Sint Petersburg, 
en schreef daarover lovende recensies. Van deze groep werd hij de grote promotor en wist hij investeerders te interesseren.
Hij ontdekte, véél eerder dan anderen, uniek talent bij jonge kunstenaars; zo was hij de ontdekker van Ilja Repin en Modest Moessorgski. Hij zorgde dat hij onafhankelijk bleef en gaf altijd en iedereen zijn ongezouten mening. Hij was moeilijk van zijn mening af te brengen. Ook door hem geliefde kunstenaars kregen alleen lof wanneer een werk hem beviel. Hij was een scherp criticus. Ruzies met Stasov waren nooit vol te houden omdat enerzijds Stasov’s intenties zuiver waren en omdat, anderzijds, Stasov nooit persoonlijke haatgevoelens koesterde tegen zijn tegenstanders.
De schrijver Ivan Toergenjev, die geen vriend van Stasov was, verwoordde zijn gedachten over hem als volgt:
Met wie te twisten

Twist met iemand slimmer dan jezelf. Hij zal je verslaan, maar je kunt winst behalen uit die nederlaag.

Twist met iemand gelijk aan jezelf. Wie ook zal winnen, je zult in ieder geval plezier beleven aan de strijd.

Twist met iemand van het zwakste verstand. Twist niet omdat je wilt winnen, maar omdat je nuttig kan zijn voor hem.

Twist zelfs met een idioot. Je zult noch roem noch winst behalen, maar waarom zou je geen plezier hebben ?

Maar twist nooit met Vladimir Stasov.— 
Stasov nam Repin mee door West-Europa; zij bezochten Parijs, Amsterdam, Londen, Dresden, waar Repin het bovenstaande portret van Stasov maakte in 1883, Wenen, Rome, Madrid en mogelijk nog andere steden.
Er is niemand die in de ontwikkeling van de realistische schilderkunst in Rusland een belangrijker rol heeft gespeeld dan Vladimir Stasov.